# Джим Беннінг
Джим Беннінг (англ. Jim Benning, нар. 29 квітня 1963, Едмонтон) — колишній канадський хокеїст, що грав на позиції захисника.
Провів понад 600 матчів у Національній хокейній лізі. 

## Ігрова кар'єра
Хокейну кар'єру розпочав 1978 року.
1981 року був обраний на драфті НХЛ під 6-м загальним номером командою «Торонто Мейпл-Ліфс». 
Протягом професійної клубної ігрової кар'єри, що тривала 12 років, захищав кольори команд «Ванкувер Канакс», «Торонто Мейпл-Ліфс», «Ньюмаркет Сейнтс», «Мілвокі Едміралс» та «Варезе».
Загалом провів 617 матчів у НХЛ, включаючи 7 ігор плей-оф Кубка Стенлі.

## Нагороди та досягнення
- Пам'ятний трофей Білла Гантера — 1981.

## Інше
У сезоні 1993/94 працює скаутом «Майті Дакс оф Анагайм», у наступному сезоні приєднався до «Баффало Сейбрс», де відпрацює скаутом чотири роки. З 1998 по 2004 на посаді директора аматорського клубу. Влітку 2006 року він став асистентом генерального менеджера «Бостон Брюїнс». З 23 травня 2014 генеральний менеджер «Ванкувер Канакс».

## Статистика
| Сезон        | Клуб                      | Ліга         | Регулярний сезон | Регулярний сезон | Регулярний сезон | Регулярний сезон | Регулярний сезон | Плей-оф | Плей-оф | Плей-оф | Плей-оф | Плей-оф |
| ------------ | ------------------------- | ------------ | ---------------- | ---------------- | ---------------- | ---------------- | ---------------- | ------- | ------- | ------- | ------- | ------- |
| Сезон        | Клуб                      | Ліга         | І                | Г                | П                | О                | ШХ               | І       | Г       | П       | О       | ШХ      |
| 1978–79      | «Форт Саскачеван Трейдер» | АЮХЛ         | 45               | 14               | 57               | 71               | 10               | —       | —       | —       | —       | —       |
| 1978–79      | «Портленд Вінтер-Гокс»    | ЗХЛ          | —                | —                | —                | —                | —                | 3       | 0       | 0       | 0       | 0       |
| 1979–80      | «Портленд Вінтер-Гокс»    | ЗХЛ          | 71               | 11               | 60               | 71               | 42               | 8       | 3       | 9       | 12      | 8       |
| 1980–81      | «Портленд Вінтер-Гокс»    | ЗХЛ          | 72               | 28               | 111              | 139              | 61               | 9       | 1       | 5       | 6       | 16      |
| 1981–82      | «Торонто Мейпл-Ліфс»      | НХЛ          | 74               | 7                | 24               | 31               | 46               | —       | —       | —       | —       | —       |
| 1982–83      | «Торонто Мейпл-Ліфс»      | НХЛ          | 74               | 5                | 17               | 22               | 47               | 4       | 1       | 1       | 2       | 2       |
| 1983–84      | «Торонто Мейпл-Ліфс»      | НХЛ          | 79               | 12               | 39               | 51               | 66               | —       | —       | —       | —       | —       |
| 1984–85      | «Торонто Мейпл-Ліфс»      | НХЛ          | 80               | 9                | 35               | 44               | 55               | —       | —       | —       | —       | —       |
| 1985–86      | «Торонто Мейпл-Ліфс»      | НХЛ          | 52               | 4                | 21               | 25               | 71               | —       | —       | —       | —       | —       |
| 1986–87      | «Ньюмаркет Сейнтс»        | АХЛ          | 10               | 1                | 5                | 6                | 0                | —       | —       | —       | —       | —       |
| 1986–87      | «Торонто Мейпл-Ліфс»      | НХЛ          | 5                | 0                | 0                | 0                | 4                | —       | —       | —       | —       | —       |
| 1986–87      | «Ванкувер Канакс»         | НХЛ          | 59               | 2                | 11               | 13               | 40               | —       | —       | —       | —       | —       |
| 1987–88      | «Ванкувер Канакс»         | НХЛ          | 77               | 7                | 26               | 33               | 58               | —       | —       | —       | —       | —       |
| 1988–89      | «Ванкувер Канакс»         | НХЛ          | 65               | 3                | 9                | 12               | 48               | 3       | 0       | 0       | 0       | 0       |
| 1989–90      | «Ванкувер Канакс»         | НХЛ          | 45               | 3                | 9                | 12               | 26               | —       | —       | —       | —       | —       |
| 1990–91      | «Мілвокі Едміралс»        | ІХЛ          | 66               | 1                | 31               | 32               | 75               | 6       | 0       | 0       | 0       | 0       |
| 1991–92      | «Варезе»                  | Серія A      | 18               | 0                | 12               | 12               | 14               | 7       | 0       | 2       | 2       | 50      |
| Усього в ЗХЛ | Усього в ЗХЛ              | Усього в ЗХЛ | 143              | 39               | 171              | 210              | 103              | 20      | 4       | 14      | 18      | 24      |
| Усього в НХЛ | Усього в НХЛ              | Усього в НХЛ | 610              | 52               | 191              | 243              | 461              | 7       | 1       | 1       | 2       | 2       |